# Prokopis Pavlopoulos
Prokopis Pavlopoulos (græsk: Προκόπιος Παυλόπουλος) (født 10. juli 1950) er en græsk advokat, universitetsprofessor og politiker, der var Grækenlands præsident fra 2015, hvor han efterfulgte Karolos Papoulias, og til 2020, hvor han blev efterfulgt af Katerina Sakellaropoulou. Pavlopoulos tilhører partiet Nyt Demokrati og har tidligere været indenrigsminister fra 2004 til 2009.